# Virgin Killer
Virgin Killer är ett album av det tyska heavy metal-bandet Scorpions, utgivet 1976.

## Kontroverser
I augusti 2015 förklarade Södertälje tingsrätt skivomslaget, föreställande en helt naken 10-årig flicka, som barnpornografi.

## Låtlista
- Sida 1

1. "Pictured Life" (Klaus Meine/Uli Jon Roth/Rudolf Schenker) - 3:25
2. "Catch Your Train" (Klaus Meine/Rudolf Schenker) - 3:38
3. "In Your Park" (Klaus Meine/Rudolf Schenker) - 3:45
4. "Backstage Queen" (Klaus Meine/Rudolf Schenker) - 3:13
5. "Virgin Killer" (Uli Jon Roth) - 3:44

- Sida 2

1. "Hell Cat" (Uli Jon Roth) - 2:58
2. "Crying Days" (Klaus Meine/Rudolf Schenker) - 4:40
3. "Polar Nights" (Uli Jon Roth) - 5:08
4. "Yellow Raven" (Uli Jon Roth) - 5:01

### Fotnoter
1. ↑  ”Scorpionsomslag anses vara barnporr”. Svenska dagbladet. 7 augusti 2015. http://www.svd.se/scorpionsomslag-anses-vara-barnporr. Läst 25 september 2015.